# Abja-Paluoja
Abja-Paluoja – miasto w prowincji Viljandimaa, w południowej Estonii. Centrum administracyjne gminy Mulgi.
Pierwsze wzmianki o miejscowości pojawiły się w 1504 roku. Na terenie miasta znajdował się jeden z przystanków kolei wąskotorowej Laatre-Viljandi, jednak została zburzona w 1973 roku, a na jej miejscu wybudowana została stacja kolejowa. Przez teren miasta przebiega droga krajowa nr 6.
W 1993 miasto otrzymało prawa miejskie, a w 1998 roku zostało włączone do gminy Abja.
Od 1940 w Abja-Paluoja istnieje gimnazjum o nazwie Abja Gümnaasium. W 1912 roku w mieście zostało założone przedszkole.
W mieście urodziły się takie znane osoby jak Mati Laur, Aarne Ermus, Tiina Oraste, Peep Aru czy Lauri Mälksoo.

## Demografia
| 2003 | 2006 | 2010 |
| ---- | ---- | ---- |
| 1392 | 1406 | 1300 |

## Galeria

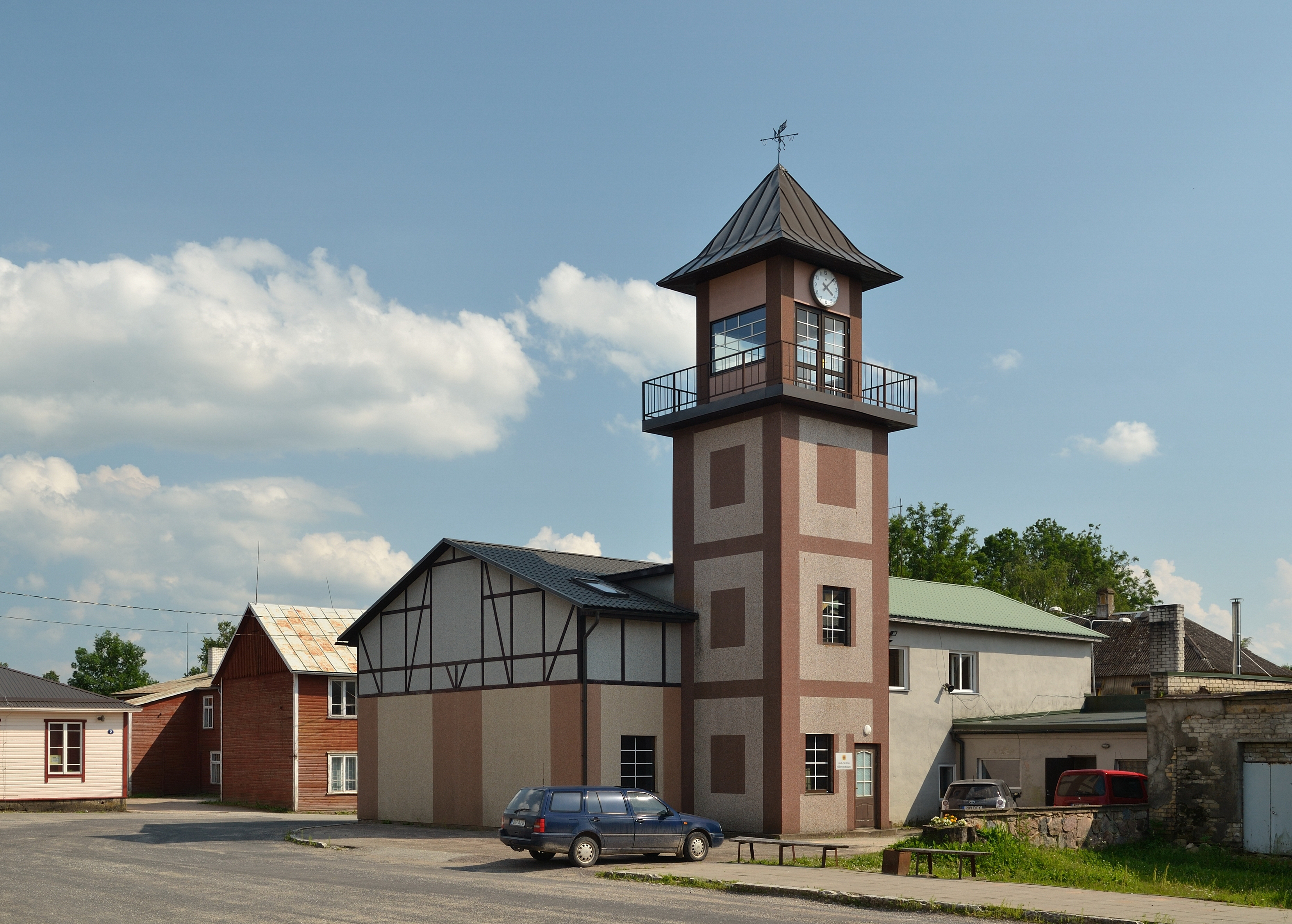
Straż pożarna
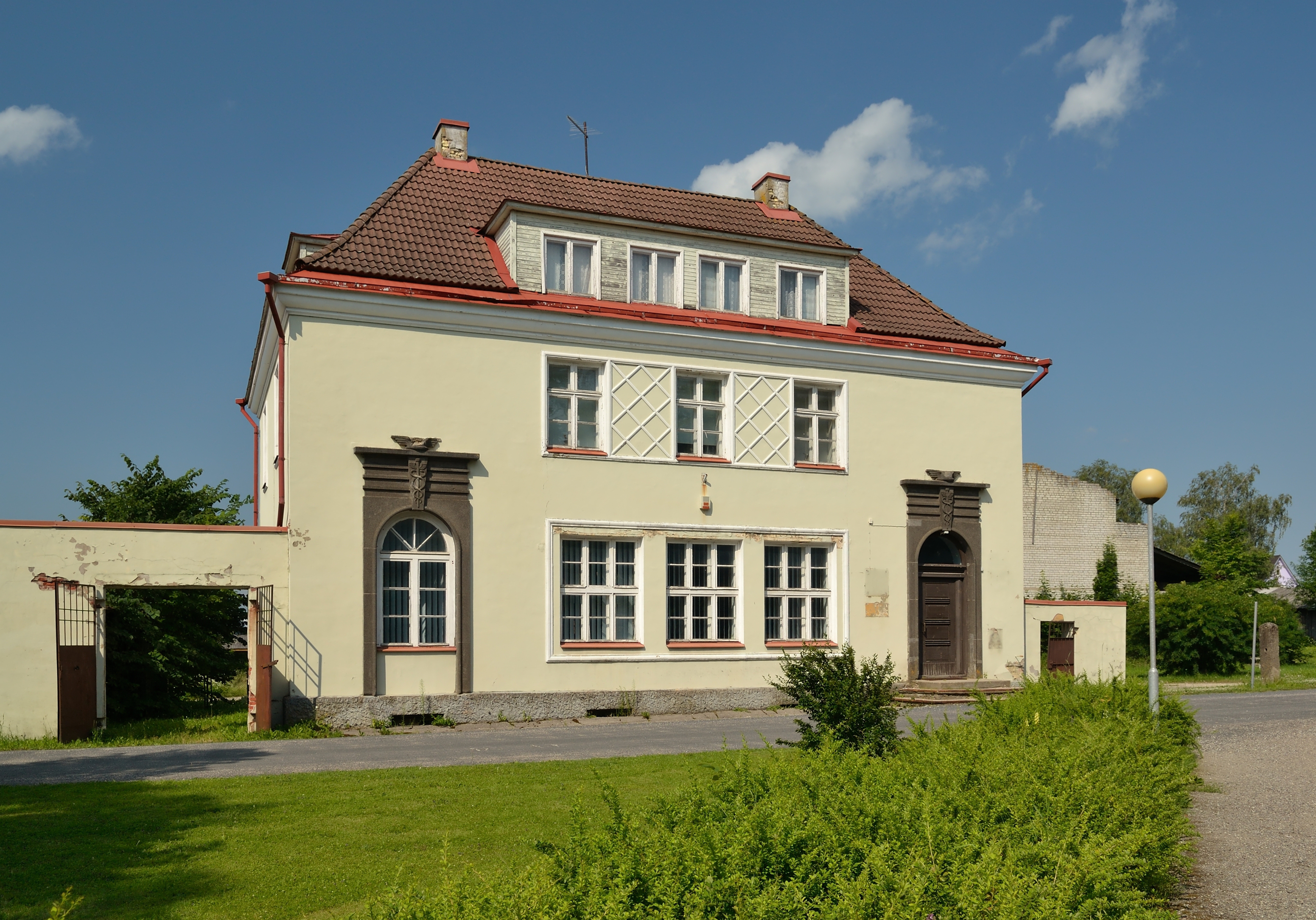
Poczta
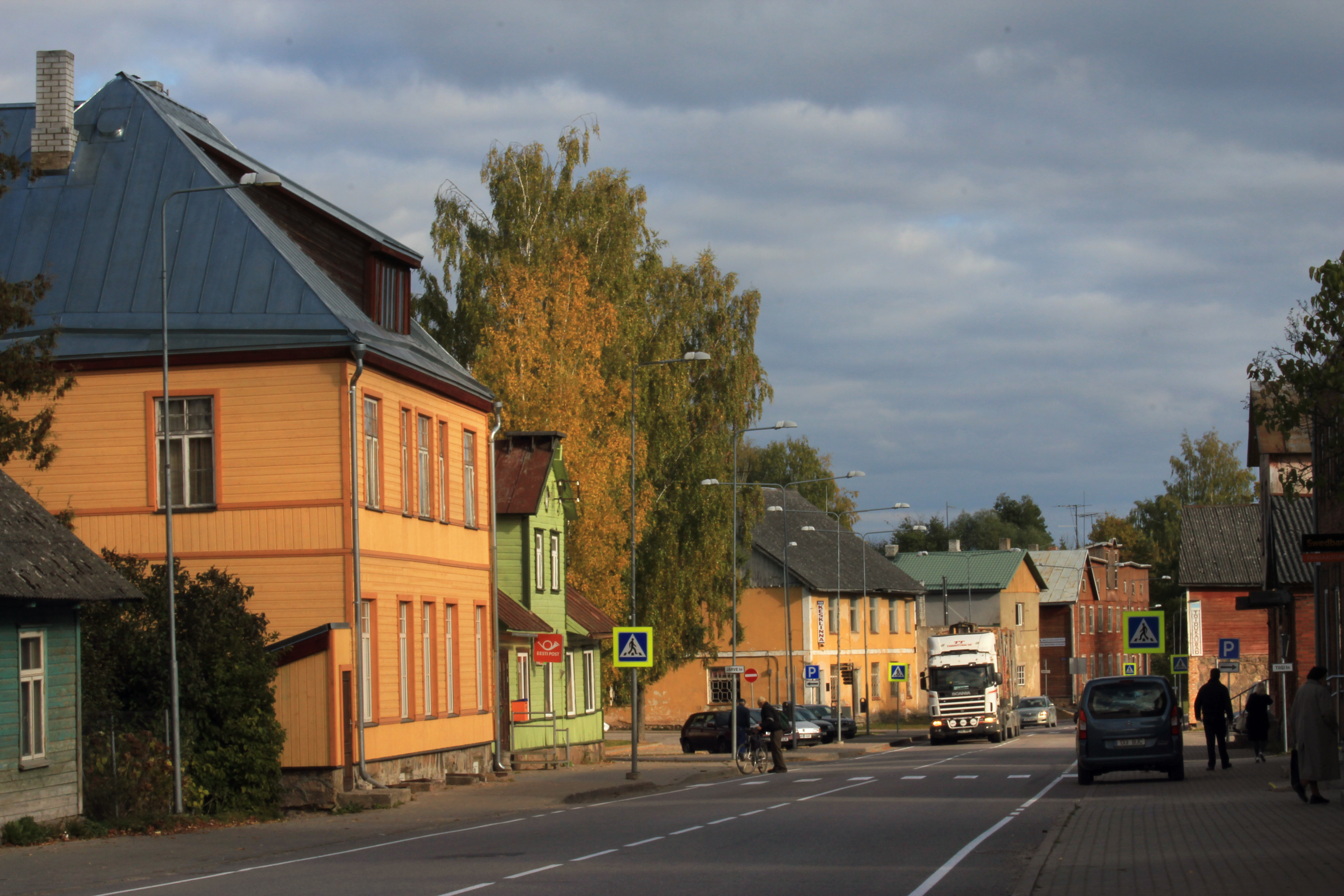
Droga krajowa nr 6